# Walking on Cars
Walking on Cars war eine vierköpfige irische Alternative-Rock-Band aus Dingle, bestehend aus Patrick Sheehy, Sorcha Durham, Paul Flannery und Evan Hadnett. Ihr Debütalbum Everything This Way kletterte bis an die Spitze der irischen Albumcharts.
Am 21. August 2020 gab die Band ihre Trennung bekannt.

## Geschichte
Die Band wurde 2010 von fünf Schulfreunden gegründet. Angefangen hat die Gruppierung mit Auftritten in kleinen Pubs und Clubs in ihrer Heimatstadt Dingle, County Kerry. Um sich ganz auf ihre musikalische Karriere zu konzentrieren, mieteten die fünf ein Haus auf der Dingle-Halbinsel und schlossen sich darin ein. Dort schrieben sie ihre ersten Stücke und nahmen sogleich Demos auf. „Das Haus, das wir gemietet hatten, war ein ziemlich altes Cottage, in dem wir keinen Fernseher, kein Handy, kein Internet und keine Anbindung nach außen hatten“, sagt Sorcha, „Wir haben für 6 Monate dort gelebt – nur unser Equipment und wir. Es war eine wunderbare Zeit, die Ideen flogen uns förmlich zu.“

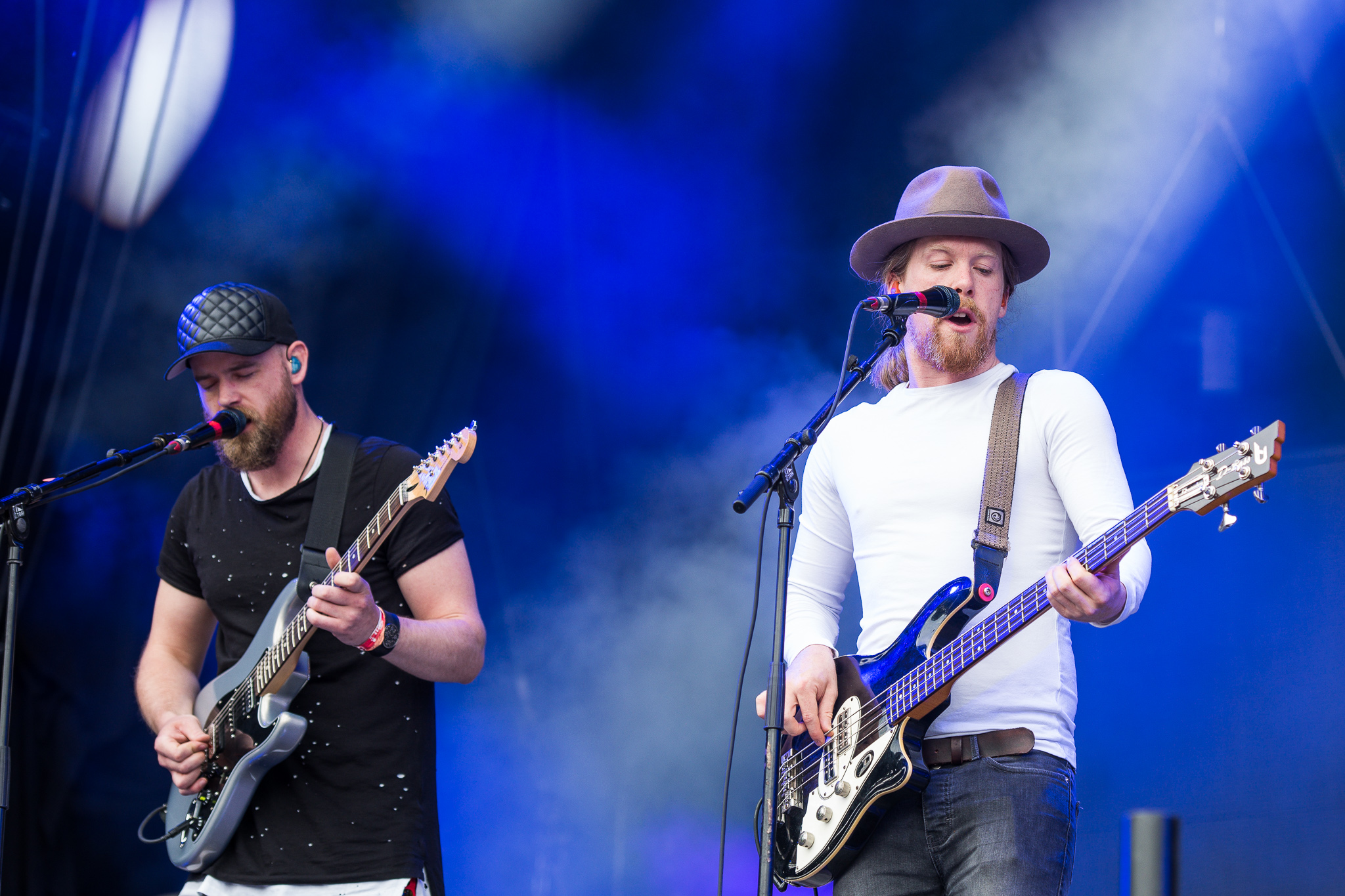
Walking on Cars beim Rock im Park 2016

2012 gewann Walking on Cars die Redbull Bedroom Jam 2012 Competition. Infolgedessen wurde ihre Debütsingle Catch Me If You Can auf vielen Radiostationen gespielt. Daraufhin stieg der Song auf Platz 27 der irischen Charts ein und hielt sich dort für über 20 Wochen. Dadurch erlangte die Band erstmals nationale Bekanntheit. Catch Me If You Can erreichte Platz 1 in den irischen iTunes-Charts und erhielt schnell über 450.000 Aufrufe auf YouTube. Die zweite Single der Band, Two Stones, erreichte Platz 12 der irischen Charts und weit über 1 Million Aufrufe auf YouTube.
Ihre erste EP As We Fly South veröffentlichte die Band im Jahr 2013. Sie wurde in den Attica Studios, Donegal aufgenommen und von Tom McFall (R.E.M., Snow Patrol, Bloc Party) produziert.
Im Frühling 2016 gelang der Band auch in Deutschland ihr Durchbruch. Ihre Single Speeding Cars stieg bis auf Platz 18 der deutschen Singlecharts ein. Am 6. Mai 2016 erschien das Debütalbum der Band Everything This Way beim Label Virgin EMI Records in Deutschland.
Im Juni 2016 trat die Band beim Musikfestival Rock am Ring auf und war zudem in der Fernsehsendung Circus Halligalli zu sehen.

## Diskografie

### Alben
| Jahr | Titel               | Höchstplatzierung, Gesamtwochen, AuszeichnungChartplatzierungen (Jahr, Titel, Platzierungen, Wochen, Auszeichnungen, Anmerkungen) | Höchstplatzierung, Gesamtwochen, AuszeichnungChartplatzierungen (Jahr, Titel, Platzierungen, Wochen, Auszeichnungen, Anmerkungen) | Höchstplatzierung, Gesamtwochen, AuszeichnungChartplatzierungen (Jahr, Titel, Platzierungen, Wochen, Auszeichnungen, Anmerkungen) | Höchstplatzierung, Gesamtwochen, AuszeichnungChartplatzierungen (Jahr, Titel, Platzierungen, Wochen, Auszeichnungen, Anmerkungen) | Höchstplatzierung, Gesamtwochen, AuszeichnungChartplatzierungen (Jahr, Titel, Platzierungen, Wochen, Auszeichnungen, Anmerkungen) | Anmerkungen                           |
| Jahr | Titel               | DE | AT | CH | UK | IE | Anmerkungen                           |
| ---- | ------------------- | --- | --- | --- | --- | --- | ------------------------------------- |
| 2016 | Everything This Way | DE23 (21 Wo.)DE | AT53 (2 Wo.)AT | CH32 (22 Wo.)CH | UK26 Silber · (8 Wo.)UK | IE1 ×2Doppelplatin · (154 Wo.)IE                                                                                                  | Erstveröffentlichung: 29. Januar 2016 |
| 2019 | Colours             | DE7 (6 Wo.)DE | AT32 (1 Wo.)AT | CH12 (3 Wo.)CH | UK50 (1 Wo.)UK | IE2 (14 Wo.)IE | Erstveröffentlichung: 12. April 2019  |

### EPs
| Jahr | Titel  | Höchstplatzierung, Gesamtwochen, AuszeichnungChartplatzierungen (Jahr, Titel, Platzierungen, Wochen, Auszeichnungen, Anmerkungen) | Höchstplatzierung, Gesamtwochen, AuszeichnungChartplatzierungen (Jahr, Titel, Platzierungen, Wochen, Auszeichnungen, Anmerkungen) | Höchstplatzierung, Gesamtwochen, AuszeichnungChartplatzierungen (Jahr, Titel, Platzierungen, Wochen, Auszeichnungen, Anmerkungen) | Höchstplatzierung, Gesamtwochen, AuszeichnungChartplatzierungen (Jahr, Titel, Platzierungen, Wochen, Auszeichnungen, Anmerkungen) | Höchstplatzierung, Gesamtwochen, AuszeichnungChartplatzierungen (Jahr, Titel, Platzierungen, Wochen, Auszeichnungen, Anmerkungen) | Anmerkungen                           |
| Jahr | Titel  | DE | AT | CH | UK | IE | Anmerkungen                           |
| ---- | ------ | --- | --- | --- | --- | --- | ------------------------------------- |
| 2020 | Clouds | — | — | CH64 (1 Wo.)CH | — | IE13 (1 Wo.)IE | Erstveröffentlichung: 21. August 2020 |

Weitere EPs
- 2013: As We Fly South
- 2014: Hand in Hand

### Singles
| Jahr | Titel Album                             | Höchstplatzierung, Gesamtwochen, AuszeichnungChartplatzierungen (Jahr, Titel, Album, Platzierungen, Wochen, Auszeichnungen, Anmerkungen) | Höchstplatzierung, Gesamtwochen, AuszeichnungChartplatzierungen (Jahr, Titel, Album, Platzierungen, Wochen, Auszeichnungen, Anmerkungen) | Höchstplatzierung, Gesamtwochen, AuszeichnungChartplatzierungen (Jahr, Titel, Album, Platzierungen, Wochen, Auszeichnungen, Anmerkungen) | Höchstplatzierung, Gesamtwochen, AuszeichnungChartplatzierungen (Jahr, Titel, Album, Platzierungen, Wochen, Auszeichnungen, Anmerkungen) | Höchstplatzierung, Gesamtwochen, AuszeichnungChartplatzierungen (Jahr, Titel, Album, Platzierungen, Wochen, Auszeichnungen, Anmerkungen) | Anmerkungen                             |
| Jahr | Titel Album                             | DE | AT | CH | UK | IE | Anmerkungen                             |
| ---- | --------------------------------------- | --- | --- | --- | --- | --- | --------------------------------------- |
| 2013 | Catch Me If You Can Everything This Way | — | — | — | — | IE27 (25 Wo.)IE | Erstveröffentlichung: 14. März 2013     |
| 2013 | Two Stones Everything This Way          | — | — | — | — | IE12 (18 Wo.)IE | Erstveröffentlichung: 14. Juni 2013     |
| 2013 | Tick Tock Everything This Way           | — | — | — | — | IE8 (9 Wo.)IE | Erstveröffentlichung: 29. November 2013 |
| 2014 | Hand in Hand Everything This Way        | — | — | — | — | IE19 (10 Wo.)IE | Erstveröffentlichung: 4. Juli 2014      |
| 2014 | Always Be with You Everything This Way  | — | — | — | — | IE39 (3 Wo.)IE | Erstveröffentlichung: 21. November 2014 |
| 2016 | Speeding Cars Everything This Way       | DE18 Gold · (26 Wo.)DE | AT17 (22 Wo.)AT | CH18 (26 Wo.)CH | UK87 (1 Wo.)UK | IE11 (44 Wo.)IE | Erstveröffentlichung: 22. Januar 2016   |
| 2019 | Coldest Water Colours                   | — | — | — | — | IE72 (3 Wo.)IE | Erstveröffentlichung: 8. Februar 2019   |

Weitere Singles
- 2018: Monster
- 2019: Too Emotional

## Auszeichnungen für Musikverkäufe
| Platin-Schallplatte - Neuseeland - 2019: für die Single Speeding Cars |

Anmerkung: Auszeichnungen in Ländern aus den Charttabellen bzw. Chartboxen sind in ebendiesen zu finden.
| Land/RegionAuszeichnungen für Musikverkäufe (Land/Region, Auszeichnungen, Verkäufe, Quellen) | Silber  | Gold  | Platin     | Verkäufe | Quellen           |
| -------------------------------------------------------------------------------------------- | ------- | ----- | ---------- | -------- | ----------------- |
| Deutschland (BVMI)                                                                           | —       | Gold1 | —          | 300.000  | musikindustrie.de |
| Irland (IRMA)                                                                                | —       | —     | 2× Platin2 | 30.000   | Einzelnachweise   |
| Neuseeland (RMNZ)                                                                            | —       | —     | Platin1    | 30.000   | radioscope.co.nz  |
| Vereinigtes Königreich (BPI)                                                                 | Silber1 | —     | —          | 60.000   | bpi.co.uk         |
| Insgesamt                                                                                    | Silber1 | Gold1 | 3× Platin3 |          |                   |